# Попли
Попли или П’пли (Лефконас) је насеље у Грчкој у општини Преспа, периферија Западна Македонија. Према попису из 2021. године било је 123 становника.

## Географија
Попли је удаљен око 36 km северозападно од града Лерин (Флорина), који се налази близу Малог Преспанског језера.

## Становништво
На попису из 1991. године Попли је имао 133 становника. У селу је живело словенско и грчко становништво (потомци избеглица из Турске).
Преглед становништва:
| Година       | 2001 |
| ------------ | ---- |
| Становништво | 155  |